# Rinus Broos
Marinus Franciscus (Rinus) Broos (Bergen op Zoom, 23 juli 1900 – aldaar, 8 februari 1995) was een Nederlandse vakbondsman en KVP-politicus.
Rinus werd geboren als zoon van de katholieke magazijnbediende Jacobus Broos en Frederika van der Bruggen, en groeide op in Bergen op Zoom. Na het afronden van de lagere technische school voor metaalbewerking (1914 – 1917) volgde hij ook onderwijs aan de kweekschool te Huijbergen en de sociale school RKWV (1932 – 1935). Tot 1930 was hij werkzaam als metaalbewerker, daarna ging hij aan de slag als beambte bij de Rooms-Katholieke Metaalbewerkersbond Sint Eloy. In 1923 trouwde hij met Lucia Spitters, met wie hij 5 zonen en een dochter zou krijgen. Later zou hij een tweede huwelijk aangaan met Jacoba Spitters.
Van 1931 tot 1970, met een onderbreking tijdens de Tweede Wereldoorlog, was Broos lid van de gemeenteraad van Bergen op Zoom. Tijdens de oorlog was hij enige tijd adjunct-directeur van een distributiekring. Van 1946 tot 1966 was hij naast zijn raadslidmaatschap ook lid van de Brabantse Provinciale Staten (met onderbreking), en van 1949 tot 1970 was hij wethouder (onder andere volkshuisvesting). Ook binnen de Katholieke Volkspartij (KVP) was hij bestuurlijk actief, zo was hij enige tijd lid van het landelijk partijbestuur.
In 1959 stond Broos op de onverkiesbare 25e plaats van de KVP-kandidatenlijst in Tilburg en Den Bosch. In 1962 kwam hij uiteindelijk toch (kort) in de Kamer, nadat de zes hogergeplaatste kandidaten allemaal hadden bedankt. In de Tweede Kamer heeft hij nooit het woord gevoerd, en bij de verkiezingen van 1963 werd hij wederom op de onverkiesbare 25e plaats gezet, en ook niet gekozen. Hij zei in juni 1963 de Kamer weer vaarwel.